# Jakob ben Scheschet Gerondi
Jakob ben Scheschet Gerondi, (hebräisch יעקב בן ששת גרונדי) war ein katalanischer jüdischer Philosoph und Kabbalist aus dem ersten Drittel
bis  Mitte des 13. Jahrhunderts, der in Girona wirkte und wahrscheinlich auch dort geboren wurde.

## Leben und Wirken
Über sein Leben und Wirken ist nur sehr wenig bekannt. Er war ein Zeitgenosse von Rabbi Abraham ibn Esra und  Rabbi Azriel aus Girona. In seinen Schriften erwähnt er Rabbi Isaak den Blinden häufig, bezeichnet ihn jedoch nicht als seinen Rabbi, wie es andere seiner Generation taten.
Er war ein Vertreter der jüdischen Philosophie in der Nachfolge von Maimonides, allerdings mit einer kritischeren Haltung gegenüber einigen seiner rationalistischen Positionen.
Obwohl Jakob ben Scheschet und seine Werke in der kabbalistischen Literatur des späten 13. und frühen 14. Jahrhunderts selten Erwähnung finden, hatten sie auf diese Literatur einen deutlichen Einfluss. In seinem Werk Das Tor des Himmels (hebräisch שער השמיים Sha'ar ha-Shamayim) verfasste er einen Kommentar zu den Sephiroth in Form von Reimen.
Große Teile von Ha-Emunah ve-ha-Bittaḥon, (hebräisch האמונה והבטחון ‚Der Glaube und das Vertrauen‘) wurden in die Werke von Bachja ben Ascher aufgenommen und auch von Menachem ben Benjamin Recanati in seinen eigenen Werken an mehreren Stellen verwendet. Auch auf das Werk Meshiv Devarim Nekhoḥim, hebräisch משיב דברים נכוחים ‚Derjenige, der wahre Worte erwidert‘ hatten seine Texte großen Einfluss. Wahrscheinlich wurden ganze Einlassungen von den beiden Autoren und dem weiteren anonymen Autor des Ma'arekhet ha-Elohut (hebräisch מערכת האלהות ‚Das System der Gottheit‘), das möglicherweise von Todros ben Joseph ha-Levi Abulafia plagiiert wurde, übernommen. Jakob ben Scheschet war ein herausragender Gegner, der seiner Ansicht nach, die häretischen Tendenzen der Philosophie  kombatierte. Denn die Vertreter der rationalistischen Position leugneten seiner Ansicht nach:
- das wahre Wesen der Tora, da sie lediglich als „gesellschaftspolitische Theorie“ betrachtet würden, die ausschließlich die physischen Bedürfnisse des Menschen und der Gesellschaft regelte;
- die Erschaffung der Welt;
- die göttliche Vorsehung, (hebräisch הַשְׁגָּחָה Haschgacha);
- die Wiedergutmachung oder Retribution, (hebräisch תשובה Teschuva, deutsch ‚Umkehr‘ ‚Reue‘ ‚Rückkehr zu Gott‘ und hebräisch כפרה Kappara, deutsch ‚Sühne‘ sowie hebräisch סליחה Slichah, deutsch ‚Vergebung‘). Diese Häresie führt zur Leugnung des Wertes des Gebets und der Möglichkeit, dass der Mensch seine Bedürfnisse an JHWH richtete.

In Meshiv Devarim Nekhoḥim formulierte er die kabbalistische Bedeutung dieser grundlegenden Vorstellungen. Ein großer Teil des Werks war der Frage nach der „Erschaffung der Welt“ gewidmet. Wie andere Kabbalisten war er weit davon entfernt, an der traditionellen Vorstellung einer Schöpfung aus dem Nichts festzuhalten. Sein Kommentar zur Genesis unterscheidet sich jedoch von den übrigen zeitgenössischen Kabbalisten, deren Werke er gut kannte. Jacob ben Scheschet postulierte eine kontinuierliche Emanation vom göttlichen Reich, d. h. der Welt der Sefiroth, in die physische Welt. Um diese Kontinuität zu konstruieren, finden sich in der Welt der Sephiroth zwei Hauptelemente: die ‚himmlische‘ und die ‚irdische Materie‘. Sie entwickelten sich, bis die himmlischen und die irdischen hylischen Substanzen entstanden. Laut Jacob ben Scheschet ist die Genesis, Bereschit (hebräisch בְּרֵאשִׁית ‚Im Anfang‘), also nicht der Ausdruck eines Paradigmas, d. h. einer Beschreibung der Erschaffung der physischen Welt, die die Entstehung der Welt der Sephiroth wiederholt. Es handelt sich vielmehr um eine fortlaufende Beschreibung, die mit der Schöpfung in der Welt der Sephiroth beginnt und mit der physischen Phase des ursprünglichen göttlichen Elements endet.

## Werke
- Meshiv Devarim Nekhoḥim. im Druck erschienen G. Vajda, 1969, einem apologetischen Werk zur Verteidigung der Kabbala
- Yikkavu ha-Mayim
- Sha'ar ha-Shamayim um 1243, publiziert bei Oẓar Neḥmad (1860), ein kabbalistisches Essay